# Епоха інфляції
У фізичній космології епоха інфляції, або інфляційна епоха — це період в еволюції раннього Всесвіту, протягом якого, згідно з теорією інфляції, Всесвіт зазнав надзвичайно швидкого експоненційного розширення. Це швидке розширення збільшило лінійні виміри раннього Всесвіту щонайменше в 1026 разів (можливо, що й у ще більше разів), таким чином збільшивши його об'єм щонайменше в 1078 разів. Розширення в 1026 разів, для прикладу, є еквівалентним збільшенню об'єкта, початкова довжина якого становить 1 нанометр (10−9 метра, близько половини ширини молекули ДНК), до об'єкта довжиною 10.6 світлового року (близько 100 трильйонів кілометрів).
Науковці припускають, що цей процес розширення було запущено фазовим переходом, який позначив завершення попередньої епохи великого об'єднання, що відбулася приблизно на 10−36 секунді після Великого вибуху. Одним з теоретичних продуктів цього фазового переходу було скалярне поле, яке отримало назву інфлятонного поля. Коли це поле набуло свого найнижчого енергетичного стану по всьому Всесвіту, воно згенерувало відштовхувальну силу, що призвела до швидкого розширення простору. Це розширення пояснює різні властивості Всесвіту в його поточному стані, які було б важко якось обґрунтувати без такої інфляційної епохи.
Точно невідомо, коли саме завершилася епоха інфляції, однак вчені припускають, що це відбулося десь між 10−33 та 10−32 секундами після Великого вибуху. Швидке розширення простору означало, що елементарні частинки, які залишились після епохи великого об'єднання, тепер поширились по всьому Всесвіту, набувши дуже незначної густоти. Однак наприкінці епохи інфляції величезна потенціальна енергія вивільнилась із інфлятонного поля, повторно наповнивши Всесвіт густою, гарячою сумішшю кварків, антикварків та глюонів, тим самим увійшовши в електрослабку епоху.
17 березня 2014 року астрофізики з проекту BICEP2 оголосили про виявлення інфляційних гравітаційних хвиль у спектрі потужності B-поляризації, що стало першим чітким експериментальним свідченням на підтвердження космологічної інфляції та Великого вибуху. Проте 19 червня 2014 року було повідомлено, що свідчення, які підтверджують космічну інфляцію, є не настільки однозначними, як би цього хотілось.